# Informe Liikanen
El Informe Liikanen o «Informe del Grupo de Expertos de Alto Nivel de la Comisión Europea sobre la reforma estructural del sector bancario de la UE» (conocido como el «Grupo Liikanen») es un conjunto de recomendaciones publicadas en octubre de 2012 por un grupo de expertos y dirigido por Erkki Liikanen, gobernador del Banco de Finlandia y miembro del consejo del BCE. El 3 de julio de 2013, por amplia mayoría, el Parlamento Europeo adoptó un informe de iniciativa propia titulado Reformar la estructura del sector bancario de la UE que daba la bienvenida a medidas de reforma estructural a nivel de Unión para hacer frente a las preocupaciones sobre los bancos «demasiado grandes para dejar quebrar», lo cual dio lugar a la publicación de una propuesta de Reglamento sobre medidas estructurales para aumentar la resiliencia de las entidades de crédito de la UE en enero de 2014. Esta propuesta fue retirada en julio de 2018.

## Formación y objetivos
El Grupo Liikanen se basa en la Comisión Bancaria Independiente del Reino Unido: Michel Barnier, comisario del mercado interior de la UE, configuró el grupo en noviembre de 2011 en el contexto de la crisis de la deuda soberana europea y la crisis económica. Su mandato era el de determinar qué reformas estructurales del sistema bancario de la UE reforzarían la estabilidad financiera, mejorarían la eficiencia y protección al consumidor además de la reforma regulatoria del sector bancario de la UE. La reforma de la regulación permaneció en curso desde el año 2009 y culminó en la creación de la Autoridad Bancaria Europea en octubre de 2013.

## El Grupo Liikanen
Según la Comisión Europea, los once miembros del conocido como Grupo Liikanen fueron nombrados únicamente sobre la base de sus conocimientos técnicos y sus méritos profesionales. El grupo realizó reuniones mensuales, convocó a las diferentes partes interesadas, e invitó al público a hacer comentarios sobre su proyecto en mayo de 2012. 
Estuvo compuesto por:
- Erkki Liikanen
- Hugo Bänziger
- José Manuel Campa
- Louis Gallois
- Monique Goyens
- Jan Pieter Krahnen
- Marco Mazzucchelli
- Carol Sergeant
- Zdeněk Tůma
- Jan Vanhevel
- Herman Wijffels

## Subsanación del vacío normativo
Expertos europeos habían debatido la necesidad de una ley bancaria a nivel de la UE a la luz de la crisis de la deuda soberana europea. En Francia, expertos bancarios de la Sociedad Francesa de Analistas Financieros y del Consejo Mundial de Pensiones e Inversiones argumentaron que, más allá de las fragmentadas legislaciones nacionales, debían adoptarse e implementarse normas estatutarias en el contexto más amplio de la separación de poderes en el derecho comunitario.
Esta perspectiva ganó tracción tras conocerse el escándalo del Libor en junio de 2012, cuando líderes de opinión hegemónicos, como los editorialistas del Financial Times en el Reino Unido y el Centre des Jeunes Dirigeants (CJD) en Francia, reclamaron en 2008 la adopción de un «Glass-Steagall II» a escala comunitaria. De igual manera, el expresidente y ex consejero delegado de Citigroup Sandy Weill, considerado uno de los impulsores de la desregulación financiera y de las «megafusiones» de los años 1990, sorprendió a los analistas financieros europeos y norteamericanos en 2012 al reclamar que se escindieran los bancos comerciales de los bancos de inversión: «traigan de vuelta la Ley Glass-Steagall de 1933 que condujo a medio siglo libre de crisis financieras».

## Informe final
La versión final del informe, de 153, fue publicada el 2 de octubre de 2012. Las recomendaciones combinaron aspectos clave de la Ley Dodd-Frank de Reforma de Wall Street y Protección al Consumidor de Estados Unidos y del Informe Vickers del Reino Unido de 2011, realizado por la Comisión Independiente de Banca.
El informe recomendaba acciones en las cinco áreas siguientes:
1. Separación obligatoria del proprietary trading y otras operaciones financieras de alto riesgo;
2. Separación adicional de actividades, condicional al plan de recuperación y resolución;
3. Enmiendas al uso de instrumentos de recapitalización interna (bail-in) como herramienta de resolución;
4. Endurecimiento del requerimiento de capital para los activos financieros y los préstamos relacionados con bienes inmuebles (hipotecas), es decir, para la banca de reserva fraccional;
5. Fortalecimiento de la gobernanza y control de los bancos, incluyendo medidas de freno o de recapitalización interna de las primas.

El informe ofrece una visión general de la estructura y evolución del sistema bancario de la UE con su tradición de banca universal, y evalúa las reformas bancarias en la era posterior a la crisis de la deuda europea. Enumera una serie de propuestas para remediar los déficits en las reformas bancarias, como la mejora de las regulaciones ya existentes en materia de gestión de riesgos en el marco normativo de Basilea III, gobernanza corporativa, mecanismos de resolución bancaria, gestión y fortalecimiento de la supervisión y normas de compensación del personal bancario. Aboga por una mejor alineación de la remuneración de los ejecutivos con los intereses corporativos y nacionales a largo plazo al aumentar el componente de renta fija o de «deuda» de las primas de los banqueros, lo que significa que las primas podían decrecer si los beneficios a corto plazo generaban problemas a largo plazo, pagando las primas con bonos.
Durante un período de consulta pública de seis semanas, que concluyó el 13 de noviembre de 2012, se recibieron 89 respuestas, principalmente de organizaciones financieras, que se resumieron en seis páginas.
El 17 de mayo de 2013, la conclusión del informe Liikanen fue su discusión pública en una reunión de la Comisión Europea sobre la reforma estructural bancaria. Los puntos principales se resumieron en cuatro páginas.